# フランチェスコ・ローディ
フランチェスコ・ローディ（Francesco Lodi、1984年3月23日 - ）は、イタリア・ナポリ出身の元サッカー選手。現役時代のポジションはミッドフィールダー。

## 経歴

### クラブ
エンポリFCのユース出身。2000年9月、当時セリエBに所属するトップチームでデビューを果たした。その後ヴィチェンツァ・カルチョへの半年間のレンタルを経てエンポリに復帰し、2004-05シーズンには27試合6得点と結果を残し、クラブのセリエA昇格に貢献。翌2005-06シーズンもセリエAで17試合に出場した。
2006年夏、セリエBのフロジノーネ・カルチョへレンタル移籍を果たし2年間在籍。加入1年目で11得点、2年目はMFながらの20得点を記録しチーム内得点王に輝いた。2008-09シーズンはセリエBに降格したエンポリに復帰し12得点をマーク。セリエAの中堅クラブから注目を集めるようになり、翌2009-10シーズン開幕直後、ウディネーゼへレンタル移籍を果たした。しかしガエターノ・ダゴスティーノ、ギョクハン・インレル、マウリシオ・イスラなどとのポジション争いに敗れ、シーズン後には再びエンポリへ戻ることになった。
2010年夏、古巣フロジノーネ・カルチョに共同保有で加入。半年後の冬の移籍期間ではカターニアへ移籍し、再びセリエAの舞台に復帰。レギュラーとしてセリエA残留に貢献し、シーズン終了後にカターニアはエンポリから保有権の全てを買い取り、完全移籍を果たした。2011-12シーズン開幕前にヴィンチェンツォ・モンテッラが新監督に就任すると、従来のトップ下より一列下がったレジスタにコンバートされ才能が開花し、セリエAで自己最多となる9得点を記録。翌2012-13シーズンには中心選手としてカターニアの過去最高順位に並ぶ8位フィニッシュへ導いた。
2013年夏、ジェノアCFCへ共同保有で移籍。しかし同年9月に就任したジャン・ピエロ・ガスペリーニがマツザレムを重用したため出場機会を失い、2014年1月にカターニアへ復帰。19試合に出場したがクラブは降格した。2014年8月25日、パルマFCへレンタル移籍。クラブの破産など不安定な状況で奮闘したがクラブは降格し、自身は2季連続で降格を味わうこととなった。シーズン終了後にパルマとの契約を解除した。
2015年9月22日、ウディネーゼ・カルチョへ自由移籍で加入。6シーズンぶりの古巣復帰となった。
2017年3月2日、カターニアへ再び復帰した。
2020年1月8日、USトリエスティーナ・カルチョ1918へ移籍した。
2021年1月22日、SSD FCメッシーナへ移籍した。
2021年8月、SSDチッタ・ディ・アチレアーレ・カルチョ1946へ移籍した。
2022年8月、カターニアへ復帰し、これが4度目の加入となった。
2023年7月25日、現役引退を表明した。

### 代表
各年代別のイタリア代表を経験。2003年のUEFA U-19欧州選手権では優勝に貢献した。

## プレースタイル
イタリア屈指のフリーキックの名手として知られている。2016年現在、フリーキックから10得点を記録しており、これはアンドレア・ピルロの12得点に次ぐセリエAで2位の記録である。
ローディのフリーキックは各方面から高い評価を得ており、EAより発売されているサッカーゲームのFIFA17ではフリーキック能力値の上位10選手に選出された。